# مرسيدس بنز دبليو 116
مرسيدس بنز دبليو 116 (بالإنجليزية: Mercedes-Benz W116)‏ هي سيارة من صناعة مرسيدس بنز أنتجت في 1972.